# GNAT2
GNAT2 (англ. G protein subunit alpha transducin 2) – білок, який кодується однойменним геном, розташованим у людей на короткому плечі 1-ї хромосоми.  Довжина поліпептидного ланцюга білка становить 354 амінокислот, а молекулярна маса — 40 176.
| 10         |  | 20         |  | 30         |  | 40         |  | 50         |
| ---------- |  | ---------- |  | ---------- |  | ---------- |  | ---------- |
| MGSGASAEDK |  | ELAKRSKELE |  | KKLQEDADKE |  | AKTVKLLLLG |  | AGESGKSTIV |
| KQMKIIHQDG |  | YSPEECLEFK |  | AIIYGNVLQS |  | ILAIIRAMTT |  | LGIDYAEPSC |
| ADDGRQLNNL |  | ADSIEEGTMP |  | PELVEVIRRL |  | WKDGGVQACF |  | ERAAEYQLND |
| SASYYLNQLE |  | RITDPEYLPS |  | EQDVLRSRVK |  | TTGIIETKFS |  | VKDLNFRMFD |
| VGGQRSERKK |  | WIHCFEGVTC |  | IIFCAALSAY |  | DMVLVEDDEV |  | NRMHESLHLF |
| NSICNHKFFA |  | ATSIVLFLNK |  | KDLFEEKIKK |  | VHLSICFPEY |  | DGNNSYDDAG |
| NYIKSQFLDL |  | NMRKDVKEIY |  | SHMTCATDTQ |  | NVKFVFDAVT |  | DIIIKENLKD |
| CGLF       |  |            |  |            |  |            |  |            |

A: Аланін

C: Цистеїн

D: Аспарагінова кислота

E: Глутамінова кислота

F: Фенілаланін

G: Гліцин

H: Гістидин

I: Ізолейцин

K: Лізин

L: Лейцин

M: Метіонін

N: Аспарагін

P: Пролін

Q: Глутамін

R: Аргінін

S: Серин

T: Треонін

V: Валін

W: Триптофан

Кодований геном білок за функцією належить до білків внутрішньоклітинного сигналінгу. 
Задіяний у такому біологічному процесі як поліморфізм. 
Білок має сайт для зв'язування з нуклеотидами, іонами металів, ГТФ, іоном магнію. 